# Erdöl-Lagergesellschaft

Logo

Die Erdöl-Lagergesellschaft m.b.H. (ELG – „Die Zentrale Bevorratungsstelle der Republik Österreich“) ist eine österreichische Bevorratungsgesellschaft für Erdöl und Erdölprodukte und sichert die strategische Ölreserve. Der Sitz der Gesellschaft ist beim Erdöllager in Lannach, Steiermark.

## Geschichte
Im Jahr 1970 wurde die Adria-Wien Pipeline (AWP) in Betrieb genommen, bei deren Planung war eine neue Raffinerie in Lannach geplant. Nach Bevölkerungsprotesten gegen den Bau wurde der Standort zur Errichtung eines Tanklagers genutzt
Mit einer 14 km langen 16" (406 mm) Stichleitung ist das Tanklager an die Pumpstation Wohlsdorf der AWP angeschlossen.
Die ELG wurde im Jahr 1976 infolge des ersten Erdölschocks in den Jahren 1973 und 1974 auf Grundlage des „Internationalen Energieprogramms 1974“ (IEP) – dieses verpflichtet die Mitgliedstaaten zu einer Krisenvorsorge für 90 Tage – und des darauf basierenden inländischen Erdöl-Bevorratungs- und Meldegesetzes (EBMG, 1982) zur Sicherung der Energieversorgung Österreichs gegründet. Die aktuelle Grundlage für die Geschäftstätigkeit der Gesellschaft ist das Erdölbevorratungsgesetz 2012 (EBG) zur Haltung von Mindestvorräten.

## Auftrag
Neben der Verpflichtung nach dem IEP ist Österreich auch durch den Beitritt zur Europäischen Union (EU) verpflichtet, Mindestvorräte in einer Höhe zu halten, die dem durchschnittlichen Inlandsverbrauch von 90 Tagen des vorhergehenden Kalenderjahres entsprechen. Die 90-tägige Bevorratungspflicht wird durch die Verpflichtung, ab 1. April eines jeden Jahres 25 % des Importes an Erdöl und Erdölprodukten im vorangegangenen Jahr als Pflichtnotstandsreserven (PNR) zu halten, erreicht.
Als gesetzlicher Lagerhalter übernimmt die Erdöllagergesellschaft mit befreiender Wirkung Vorratspflichten für Importeure. Darüber hinaus arbeitet sie auch als Kompetenzzentrum in allen Angelegenheiten der Bevorratung, wie Information, Beratung, Betreuung und internationale Kontakte.

## Gesellschafter
Gesellschafter der ELG sind:
- 55,6 % – OMV Downstream GmbH
- 23,1 % – BP Europa SE Zweigniederlassung BP Austria
- 16,7 % – SHELL AUSTRIA GmbH
- 04,6 % – ENI Austria GmbH

### Beteiligungen
„Zur Vertiefung von bestehenden und zum Abschluss neuer Kooperationen mit am Mineralölmarkt tätigen Unternehmen und der damit einhergehenden Nutzung von Synergien wurden Tochterunternehmen gegründet, die selbständig agieren, jedoch unter der einheitlichen Leitung der ELG stehen.
- ELG Asset GmbH, Lannach, Geschäftsanteil 100%

Geschäftszweck der ELG Asset GmbH (ELAG) ist neben der Planung und Errichtung von Tanklagern und dem Erwerb, der Bestandnahme und Bestandgabe sowie der Verwertung von Grundstücken und Gebäuden vor Allem die Lagerung von Erdöl, Erdölprodukten und biogenen Heiz- und Kraftstoffen.
- ELG Beteiligung GmbH, Lannach, Geschäftsanteil 100%

Vorrangiger Geschäftszweck der ELG Beteiligung GmbH (ELBG) ist die Gründung von Gesellschaften zur gemeinsamen Nutzung von Tanklagern, der Erwerb und die Verwaltung von Beteiligungen und die Anmietung von Tanklagern und sonstigen Liegenschaften.
- Erdöl-Tanklagerbetrieb GmbH, Wien, Geschäftsanteil 100 %

Geschäftszweck der Erdöl-Tanklagerbetrieb GmbH (ETLB) ist das Betreiben, die Planung und Errichtung von Tanklagern und im Besonderen die Haltung von im Eigentum der ELG oder anderen Vorratspflichtigen stehenden Pflichtnotstandsreserven (PNR).
- TLM Tanklager Management GmbH, Linz, Geschäftsanteil über ELBG 51 %

TLM ist ein Joint Venture mit BP Europa SE. Unternehmensgegenstand ist im Besonderen die Lagerung von Erdöl, Erdölprodukten und biogenen Heiz- und Kraftstoffen im Rahmen der Krisenbevorratung und die Betriebsführung von Tanklagern für Zwecke der Versorgung des Mineralölmarktes.“